# Lobocleta taeniolata
Lobocleta taeniolata là một loài bướm đêm trong họ Geometridae.